# Андреас Якоб фон Дитрихщайн
Андреас Якоб фон Дитрихщайн (на немски: Andreas Jakob Graf von Dietrichstein; * 27 май 1689, Иглау, Моравия; † 5 януари 1753, Залцбург) е австрийски граф от род Дитрихщайн-Николсбург, княз-архиепископ и „Primas Germaniae“ на Залцбург (1747 – 1753).

## Живот
Той е син на граф Максимилиан Андреас фон Дитрихщайн (1638 – 1692) и съпругата му Юстина Мария фон Шварценберг (1647 – 1692), дъщеря на фрайхер/граф Едмунд (Едмонд) III фон Шварценберг (1578 – 1656,), господар на Бирсзет. Внук е на министъра 1. княз Максимилиан фон Дитрихщайн (1596 – 1655) и принцеса Анна Мария Франциска фон Лихтенщайн (1597 – 1640).
Андреас Якоб следва от 1707 г. в Залцбург, където става през 1713 г. домхер, на 25 март 1719 г. дякон, на 15 октомври 1719 г. свещеник, 1729 г. домдехант и 1730 г. домпропст. На 10 септември 1747 г. той е избран за архиепископ на Залцбург. Помазан е на 5 май или на 1 юни 1749 г. от граф Йозеф Мария фон Тун и Хоеншайн, тогавашният епископ на Гурк. Той е обичан от населението.
Дитрихщайн умира на 5 януари 1753 г. и е погребан в криптата в катедралата на Залцбург. Въпреки че е пестелив, той оставя високи задължения.

## Галерия
- Герб на род Дитрихщайн
- Дукат по случай избора му за архиепископ
- Гробният му паметник в катедралата на Залцбург
- Гробното му място